# Виновный (фильм, 2021)
«Виновный» (англ. The Guilty) — американский художественный фильм в жанре криминального триллера, снятый Антуаном Фукуа по сценарию Ника Пиццолатто. Ремейк одноимённого датского фильма 2018 года. В главной роли — Джейк Джилленхол.
Фильм вышел в ограниченный прокат 24 сентября 2021 года, а затем в цифровом формате на Netflix 1 октября.

## Сюжет
Обеспокоенный офицер полиции Лос-Анджелеса Джо Бэйлор работает в ночную смену в колл-центре службы спасения. Джо ожидает судебного слушания по поводу происшествия на работе 8 месяцев назад. Он отвечает на звонок женщины по имени Эмили Лайтон, которая сообщает, что ее похитили. Джо узнает, что Эмили и ее похититель едут в белом фургоне, но Эмили не успевает дать более подробную информацию и вынуждена повесить трубку. Джо передает информацию в Калифорнийский дорожный патруль, но они не могут найти фургон без номерного знака.
Джо звонит на домашний телефон Эмили и разговаривает с ее шестилетней дочерью Эбби, которая сообщает Джо, что ее мама ушла из дома вместе с отцом Генри Фишером. Получив номер мобильного телефона Генри от Эбби, Джо удается получить номерной знак фургона, который он передает в дорожный патруль. Он также отправляет патрульную машину, чтобы проверить Эбби и ее младшего брата Оливера. Джо узнает, что у Генри есть записи о нападении. Он звонит Генри и требует сообщить, куда он везет Эмили, но Генри кладет трубку. Затем Джо звонит своему бывшему партнеру Рику, который не при исполнении служебных обязанностей, и просит его навестить дом Генри. Рик выражает беспокойство по поводу слушания Джо, на котором он должен дать показания.
Джо получает панический звонок от Эбби, когда в ее дом приходят два офицера; он приказывает ей впустить их. Офицеры замечают кровь на Эбби и, обыскивая собственность, находят в спальне Оливера либо серьезно раненого, либо мертвого. Затем Джо перезванивает Эмили и убеждает ее нажать на ручной тормоз фургона, что она и делает, но не может разбить машину. Генри усаживает Эмили в кузов фургона. Она со слезами на глазах говорит Джо, что, по ее мнению, у Оливера были «змеи в животе», и что она «вытащила их». Когда Генри останавливает фургон и пытается снять Эмили со спины, она бьет его кирпичом и убегает.
Тем временем Рик врывается в квартиру Генри и находит документы из психиатрического лечебного учреждения в Сан-Бернардино, где Эмили была пациентом. Джо снова звонит Генри, который объясняет, что забирает Эмили обратно в учреждение; она не принимала лекарства в течение нескольких недель, потому что они не могли их себе позволить, и во время психотического приступа непреднамеренно причинила вред Оливеру. Генри говорит, что не сообщил об инциденте в полицию, потому что не доверяет системе уголовного правосудия.
Эмили перезванивает Джо с эстакады. По её репликам Джо понимает, что она готовится к самоубийству. Он направляет CHP к ее месту, пытаясь ее отговорить; он пытается отвлечь ее, рассказывая, что убил 19-летнего парня при исполнении служебных обязанностей, потому что злился на него за то, что он причинил кому-то боль, и «потому что я мог». Джо говорит Эмили, что она нужна Эбби и что он пообещал Эбби, что она вернется домой. Когда прибывают офицеры, Эмили говорит, что «пойдет с Оливером», и звонок прерывается. Джо думает, что она прыгнула, но позже он получает сообщение от CHP, в котором говорится, что они заставили ее спуститься благополучно. Он также узнает, что Оливер жив и находится в отделении интенсивной терапии в больнице.
В туалете обезумевший Джо звонит Рику и просит его отказаться от своего предыдущего заявления об инциденте. Он просит Рика сказать правду на слушании, даже если это означает, что он проведет годы в тюрьме. Затем Джо звонит в Los Angeles Times, чтобы сообщить репортеру, что он признает себя виновным по обвинению в непредумышленном убийстве.

## В ролях
- Джейк Джилленхол — Джо Бэйлор
- Райли Кио — Эмили Лайтон
- Питер Сарсгаард — Генри Фишер
- Итан Хоук — сержант Билл Миллер
- Кристина Видал — сержант Дениз Уэйд
- Пол Дано — Мэттью Фонтенот
- Байрон Бауэрс
- Давайн Джой Рэндольф — диспетчер КДП
- Дэвид Кастанеда
- Адриан Мартинес
- Билл Бёрр
- Бо Напп
- Эди Паттерсон

## Производство
В сентябре 2020 года стало известно, что Антуан Фукуа выступит режиссёром и продюсером фильма по сценарию Ника Пиццолатто, а Netflix займётся его дистрибуцией. В ноябре 2020 года Итан Хоук, Питер Сарсгаард, Райли Кио, Пол Дано, Байрон Бауэрс, Давайн Джой Рэндольф, Кристина Видал, Адриан Мартинес, Билл Бёрр, Бо Напп и Эди Паттерсон присоединились к актёрскому составу фильма.
Съёмочный период начался в ноябре 2020 года.

## Отзывы
Фильм получил в целом позитивную реакцию от критиков. На сайте-агрегаторе Rotten Tomatoes картина имеет рейтинг 73% на основании 165 критических отзывов. На сайте Metacritic рейтинг фильма составляет 63 из 100 на основании 35 отзывов.